# Bathydrilus longiatriatus
Bathydrilus longiatriatus is een ringworm uit de familie van de Naididae. De wetenschappelijke naam van de soort is voor het eerst geldig gepubliceerd in 1983 door Erséus.